# Michael Ledeen
Michael Ledeen, né le 1er août 1941 à Los Angeles (Californie) et mort le 17 mai 2025 à Austin (Texas), est un journaliste, historien et homme politique américain, éditorialiste régulier de la revue conservatrice National Review, et principal conseiller pour les affaires internationales de Karl Rove, l'éminence grise du président George W. Bush (jusqu'à sa démission en 2007). 
Michael Ledeen détient la « chaire de la liberté » au think tank l'American Enterprise Institute (AEI), où il travaille avec Richard Perle. Il est l'une des personnalités soupçonnées dans le scandale du Nigergate. Son nom est également cité dans l'opération (false flag selon certaines théories) de l'attentat de la gare de Bologne, en Italie, survenu en 1980.
Le président George Bush a déclaré que « plus de 20 membres » de son administration faisaient partie de l'AEI dirigé par Ledeen [réf. nécessaire].

## Biographie

### Carrière

#### En Italie
Ancien collaborateur des services secrets américains, israéliens et italiens, Michael Ledeen écrit aussi des articles pour la Jewish World Review (revue juive mondiale), et fut l'un des membres fondateurs du Jewish Institute for National Security Affairs (JINSA) où il continue de siéger. Il est aussi l’un des experts du cabinet de relations publiques Benador Associates.
Diplômé de l'université du Wisconsin, spécialiste de l'Europe, on lui refuse la nomination à la Washington Université en raison de soucis concernant la « qualité de son travail » et selon des problèmes selon lesquels il aurait « utilisé les travaux de quelqu'un d'autre sans donner les crédits suffisants ». Michael Ledeen est ensuite nommé professeur à l'Université de Rome. Son mentor est alors l'historien d'origine allemande, George Mosse, duquel Ledeen est l'assistant lors de la rédaction de ses ouvrages sur le national-socialisme. L'autre mentor influent fut l'historien italien Renzo De Felice.
Michael Ledeen est d'abord un jeune étudiant de gauche et un militant anti-fasciste, hostile à la centralisation des pouvoirs et plaçant la liberté de l'homme au cœur de son action. Il est en 1972 l'auteur d'un ouvrage sur le fascisme universel (Universal Fascism: The Theory and Practice of the Fascist International, 1928-1936, publié en 1972) où il explore la tentative de Benito Mussolini pour créer une internationale fasciste à la fin des années 1920.
En 1974, Michael Ledeen approfondit à  Rome ses études sur le fascisme et le terrorisme. En 1977, il rentra à Washington, D.C., pour joindre le Center for Strategic and International Studies (CSIS) affilié à l'université de Georgetown. Il devient alors directeur du Washington Quaterly publié par le CSIS.
Il continue à voyager souvent en Italie, et reconnut lors d'un entretien au Wall Street Journal avoir été salarié en 1980 des services secrets militaires italiens — SISMI en tant que consultant. Le SISMI était impliqué à l'époque avec la loge P2 et Gladio dans la stratégie de la tension, durant les années de plomb. Selon Francesco Pazienza, chef du « Super-SISMI », ils montent ensemble le Billygate (en) qui plombe la campagne de Jimmy Carter en révélant des liens entre son frère et le régime libyen.
Il devint ensuite le conseiller spécial du secrétaire d'État Alexander Haig en 1981 (Haig était l'ancien chef du SACEUR, le commandement central du SHAPE (l'OTAN) en Europe, qui dirigeait directement le réseau Gladio). De façon intéressante, Michael Ledeen a été, avec Pazienza, l'un des plus ardents propagateurs de la thèse selon laquelle les services secrets bulgares auraient été derrière la tentative d'assassinat du pape Jean-Paul II en 1981 par un membre des Loups gris, Mehmet Ali Ağca. Selon certains, cette théorie aurait permis de détourner l'attention vers le KGB, alors que les Loups gris étaient infiltrés par des agents du réseau paramilitaire Gladio.

#### Rôle dans lacrise de Sigonella
(mai 2025).
Le contenu est difficilement compréhensible vu les erreurs de traduction, qui sont peut-être dues à l'utilisation d'un logiciel de traduction automatique.
“Il tourne encore aujourd'hui sur les médias la fable de Michael Ledeen, que dans la nuit profonde italienne il traduisait pour Reagan au téléphone avec Bettino Craxi, qu'il rapporte au propre Président les mots d'acceptation (prononcés par le Président du Conseil des ministres italien), respect à la demande de déplacement dans les États-Unis aussi des accompagnateurs des quatre terroristes auteurs matériels de la séquestre.
Et par contre la vérité établie est que Ledeen en le traduire mit en bouche au Craxi une fausseté, la réaction suivante de l'administration USA en rendant ainsi justifiable et croyable, qu'il déchaîna une dure campagne de désinformation et de mépris contre l'Italie, et surtout contre le menteur Craxi qu'il s'était permis de tromper notre Président. L'action des médias américains fut violente et agressive, il dura presque dix jours et il porta à la première crise d'un gouvernement italien à cause de la politique étrangère inévitablement, en utilisant le comportement servile de Spadolini et du Parti républicain".

#### «Coursier» de l'Irangate
Michael Ledeen fut aussi impliqué dans l'Irangate sous le second mandat du président Reagan. En tant que consultant pour le conseiller à la sécurité nationale Robert C. McFarlane, il négocia avec l'intermédiaire iranien Manucher Ghorbanifar, et rencontra le premier ministre israélien Shimon Peres, ainsi que des officiers du ministère de la défense israélien et de la CIA afin d'arranger des rendez-vous avec de hauts responsables Iraniens et de mettre en place l'échange des ôtages contre les armes qui donna lieu au scandale.

#### Un néoconservateur adepte de la théorie du «Grand Moyen-Orient»
Michael Ledeen est l'un des plus ardents défenseurs de la doctrine Bush et de la théorie du Grand Moyen-Orient, partisan de renverser non seulement le régime irakien du dictateur  Saddam Hussein, mais aussi les régimes d'Iran, de la Syrie, voire de l'Arabie saoudite (ou du moins l'empêcher de « financer le terrorisme »).
En 2003, dans une tribune du National Review, il écrit que la France et l'Allemagne, amis des États-Unis et membres de l'Otan, avaient peut-être « fait un marché avec l'Islam radical et les Arabes radicaux » afin d'utiliser « l'extrémisme et le terrorisme comme armes de choix » pour faire tomber un potentiel Empire américain. Il affirme aussi que l'Iran finance le réseau al-Zarquaoui en Irak, alors que ce dernier a déclaré une croisade contre les chiites (la théocratie iranienne est chiite).
En 2005, Vincent Cannistraro, ancien chef des opérations antiterroristes de la CIA et chef de l'intelligence au Conseil de la sécurité nationale sous Reagan, répondit à Ian Masters qui lui demandait si Ledeen était à l'origine du mémo falsifié ayant affirmé que l'Irak avait essayé de se procurer de l'uranium yellowcake au Niger qu'« il était très proche » [de la vérité] ». C'est cette affaire d'uranium qui avait provoqué l'affaire Plame-Wilson. De plus, dans un entretien du 26 juin 2005, le partenaire de Cannistrato et ancien agent de la CIA Philip Giraldi confirma à Scott Horton que les faux avaient été fabriqués par quelques « officiers de la CIA qui sont familiers avec cette partie du monde qui est associé avec un certain néoconservateur bien connu qui a des liens très proches avec l'Italie ». Quand Horton devina qu'il s'agissait de Michael Ledeen, Giraldi lui confirma l'information, faisant allusion à des « émoluments » dans des « comptes offshore » et à « ce genre de choses ».

## Publications
- Universal fascism; the Theory and Practice of the Fascist International, 1928-1936, New York, H. Fertig, 1972
- Fascism : An Informal Introduction To Its Theory And Practice, New Brunswick, New Jersey, coécrit avec Renzo De Felice: Transaction Books, 1976  (ISBN 0878551905).
- The First Duce : D'Annunzio at Fiume, Baltimore ; Londres : Johns Hopkins University Press, 1977  (ISBN 0801818605).
- Italy In Crisis, Beverly Hills [Californie] : Sage publications, 1977  (ISBN 0803907923).
- Nazism : A Historical and Comparative Analysis of National Socialism, New Brunswick, New Jersey, coécrit avec George Mosse : Transaction Books, 1978  (ISBN 0878556613).
- The American Failure In Iran, New York, coécrit avec William Lewis Debacle : Knopf, Random House, 1981  (ISBN 9780394751825).
- Grave New World, New York : Oxford University Press, 1985  (ISBN 0195034910).
- West European Communism And American Foreign Policy, New Brunswick, New Jersey, É-U : Transaction Books, 1987  (ISBN 0887381405).
- Perilous Statecraft : An Insider's Account of the Iran-Contra Affair, New York : Scribner, 1988  (ISBN 0684189941).
- Superpower Dilemmas : the U.S. and the U.S.S.R. at Century's End, New Brunswick, É-U : Transaction Publishers, 1992  (ISBN 0887388914).
- Freedom Betrayed : how America led a Global Democratic Revolution, won the Cold War, and Walked Away, Washington, D.C. : AEI Press ; Londres, 1996  (ISBN 0844739928).
- Machiavelli on Modern leadership : Why Machiavelli's Iron Rules Are As Timely And Important Today As Five Centuries Ago, New York : Truman Talley Books/St. Martin's Press, 1999  (ISBN 031220471X).
- The War Against The Terror Masters: why it happened, where we are now, how we'll win, New York : St. Martin's Press, 2002  (ISBN 031230644X).